# Acidi grassi polinsaturi
Gli acidi grassi polinsaturi (o acidi grassi polienoici) sono acidi grassi che presentano più di un doppio legame C=C all'interno della molecola. Gli acidi grassi polinsaturi possono assumere conformazione cis o trans a seconda della geometria conformazionale della molecola. 
I doppi legami sono tipicamente isolati, con un ponte metilene (-CH2-) tra 2 doppi legami, o coniugati, con un legame singolo tra 2 doppi legami.
Appartengono agli acidi grassi polinsaturi, famiglie di grassi, quali gli omega-3, gli omega-6 e gli omega-9, rilevanti dal punto di vista nutrizionale.

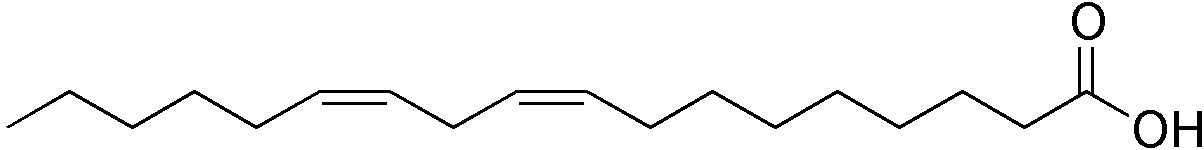
L'acido linoleico, un acido grasso polinsaturo

## Principali acidi grassi polinsaturi
| n° atomi di C: n° doppi legami | posizione dei doppi legami | nome comune         | nome IUPAC                            | formula chimica | punto di fusione (°C) | fonti                                      |
| ------------------------------ | -------------------------- | ------------------- | ------------------------------------- | --------------- | --------------------- | ------------------------------------------ |
| 18:2                           | 9, 12                      | acido linoleico     | acido 9,12-ottadecadienoico           | C18H32O2        | -5                    | olio di girasole                           |
| 18:3                           | 9, 12, 15                  | acido α-linolenico  | acido 9,12,15-ottadecatrienoico       | C18H30O2        | -11                   | pesce ricco di grassi, oli vegetali        |
| 18:4                           | 6, 9, 12, 15               | acido stearidonico  | acido 6,9,12,15-ottadecatetraenoico   | C18H28O2        | -                     | semi di canapa, olio di semi di ribes nero |
| 20:4                           | 5, 8, 11, 14               | acido arachidonico  | acido 5,8,11,14-eicosatetraenoico     | C20H32O2        | -49,5                 | grassi animali, oli di pesce               |
| 20:5                           | 5, 8, 11, 14, 17           | acido timnodonico   | acido 5,8,11,14,17-eicosapentaenoico  | C20H30O2        | -                     | oli di pesce                               |
| 22:5                           | 7, 10, 13, 16, 19          | acido clupanodonico | acido 7,10,13,16,19-docosapentaenoico | C22H34O2        | -                     | oli di pesce                               |
| 22:6                           | 4, 7, 10, 13, 16, 19       | acido cervonico     | acido 4,7,10,13,16,19-docosaesaenoico | C22H32O2        | -                     | oli di pesce                               |

## Omega-3
| Nome comune                                      | Nome del lipide | Nomenclatura chimica                         |
| ------------------------------------------------ | --------------- | -------------------------------------------- |
| Acido esadecatrienoico                           | 16:3 (n-3)      | acido cis-7,10,13-esadecatrienoico           |
| Acido α-linolenico (ALA)                         | 18:3 (n-3)      | acido cis-9,12,15-ottadecatrienoico          |
| Acido stearidonico (STD)                         | 18:4 (n-3)      | acido cis-6,9,12,15,-ottadecatetraenoico     |
| Acido eicosatrienoico (ETE)                      | 20:3 (n-3)      | acido cis-11,14,17-eicosatrienoico           |
| Acido juniperonico (ETA)                         | 20:4 (n-3)      | acido cis-8,11,14,17-eicosatetraenoico       |
| Acido eicosapentaenoico (EPA)                    | 20:5 (n-3)      | acido cis-5,8,11,14,17-eicosapentaenoico     |
| Acido docosapentaenoico (DPA, Acido clupanodico) | 22:5 (n-3)      | acido cis-7,10,13,16,19-docosapentaenoico    |
| Acido docosaesaenoico (DHA)                      | 22:6 (n-3)      | acido cis-4,7,10,13,16,19-docosaesaenoico    |
| Acido tetracosapentaenoico                       | 24:5 (n-3)      | acido cis-9,12,15,18,21-tetracosapentaenoico |
| Acido tetracosaesaenoico (Acido nisinico)        | 24:6 (n-3)      | acido cis-6,9,12,15,18,21-tetracosaesaenoico |

## Omega-6
| Nome comune                  | Nome del lipide | Nomenclatura chimica                 |
| ---------------------------- | --------------- | ------------------------------------ |
| Acido linoleico              | 18:2 (n−6)      | Acido 9,12-octadecadienoico          |
| Acido γ-linolenico           | 18:3 (n−6)      | Acido 6,9,12-octadecatrienoico       |
| Acido eicosadienoico         | 20:2 (n−6)      | Acido 11,14-eicosadienoico           |
| Acido diomo-gamma-linolenico | 20:3 (n−6)      | Acido 8,11,14-eicosatrienoico        |
| Acido arachidonico (ETA)     | 20:4 (n−6)      | Acido 5,8,11,14-eicosatetraenoico    |
| Acido docosadienoico         | 22:2 (n−6)      | Acido 13,16-docosadienoico           |
| Acido adrenico               | 22:4 (n−6)      | Acido 7,10,13,16-docosatetraenoico   |
| Acido docosapentaenoico      | 22:5 (n−6)      | Acido 4,7,10,13,16-docosapentaenoico |
| Acido calendico              | 18:3 (n−6)      | Acido 8E,10E,12Z-octadecatrienoico   |

## Omega-9
| Nome comune           | Nome del lipide | Nomenclatura chimica         |
| --------------------- | --------------- | ---------------------------- |
| acido oleico          | 18:1 (n−9)      | acido 9-ottadecenoico        |
| acido eicosenoico     | 20:1 (n−9)      | acido 11-eicosenoico         |
| acido eicosatrienoico | 20:3 (n−9)      | acido 5,8,11-eicosatrienoico |
| acido erucico         | 22:1 (n−9)      | acido 13-docosenoico         |
| acido nervonico       | 24:1 (n−9)      | acido 15-tetracosenoico      |